# Église Santi Sergio e Bacco degli Ucraini
L'église Santi Sergio e Bacco degli Ucraini (en français : Église Saints-Serge-et-Bacchus-des-Ukrainiens) est une église romaine située dans le rione de Monti sur la piazza Madonna dei Monti et dédiée aux martyrs Serge et Bacchus de Rasafa morts en 303 sur les ordres de l'empereur Maximien.

## Historique
Les origines de l'église remontent au VIIIe siècle où il est fait mention d'un Oratium sanctorum Sergi et Bacchi quod ponitur in Calinico dans la biographie du pape Léon III puis à nouveau du IXe au XIe siècle comme Ecclesia s. Sergii in Suburra. C'est Urbain VIII qui l'alloue définitivement aux moines basiliens vers 1630.
En 1718 ont été découvertes deux images mariales sous l'enduit du mur de la sacristie qui donnèrent momentanément à l'église le nom de Chiesa della Madonna del Pascolo. À la suite de ces découvertes elle fut totalement reconstruite en 1741. Elle est aujourd'hui devenue l'église des Ukrainiens en Italie.
Le 11 juillet 2019, François érige l'exarchat apostolique d'Italie des Ukrainiens et en établit le siège en l'église Santi Sergio e Bacco degli Ucraini.

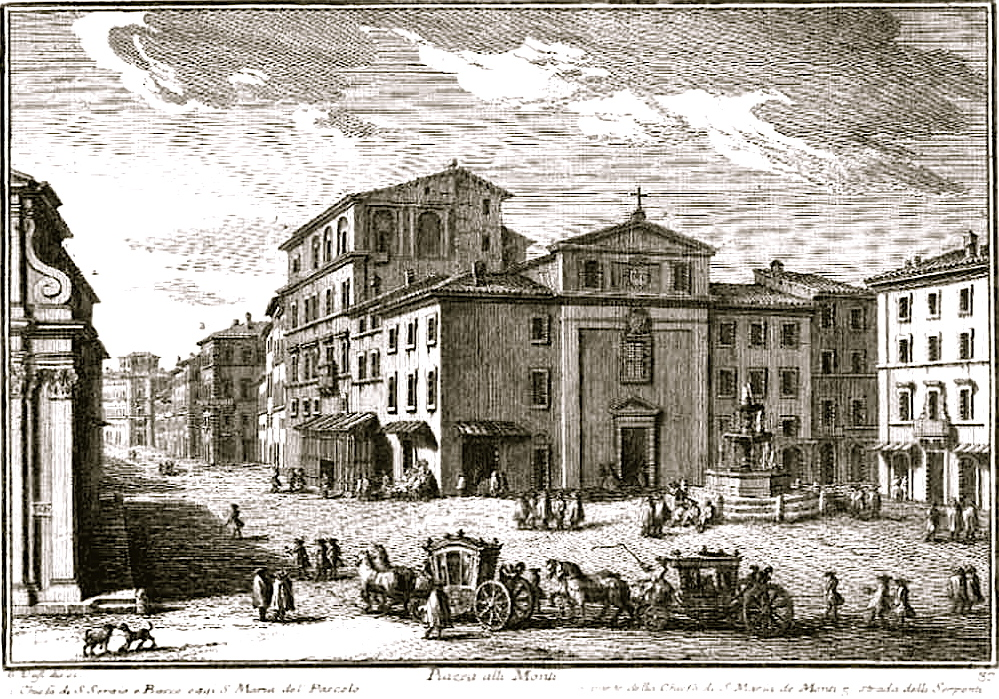
Gravure de Giuseppe Vasi de l'église en 1750.

## Architecture et intérieur
La façade de style baroque, très ouvragée et décorée de deux statues de saints ukrainiens, est surmontée d'une croix orthodoxe.

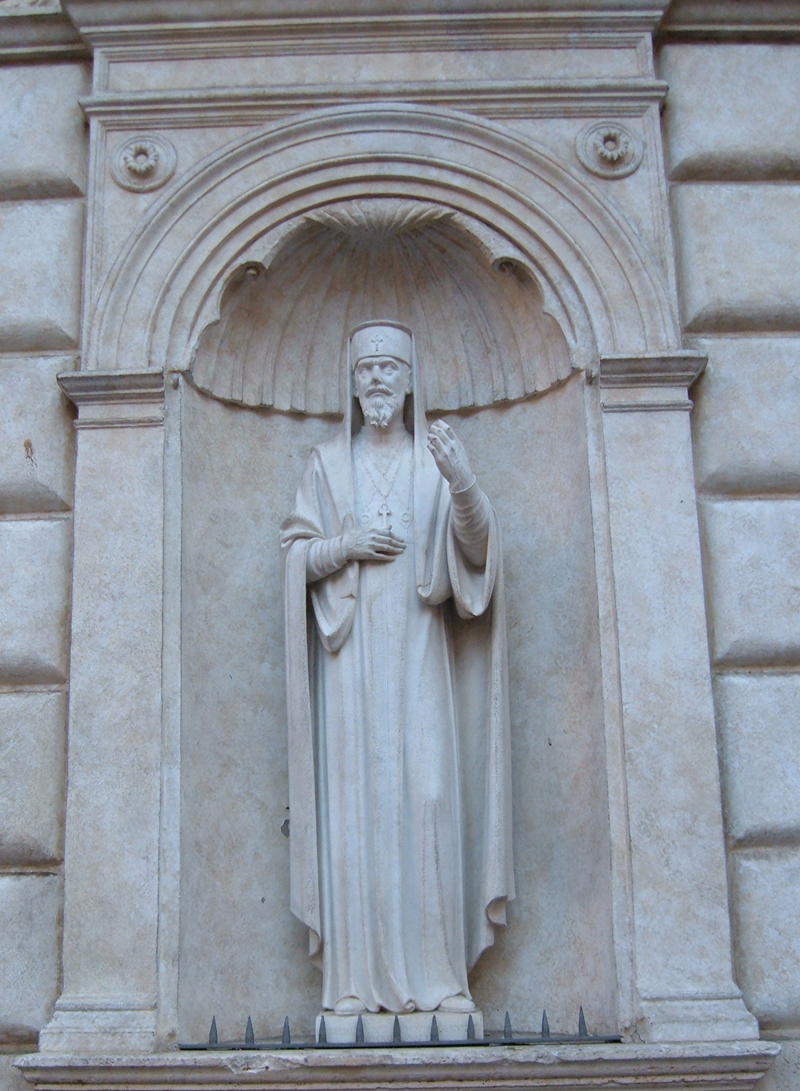
Statue de la façade
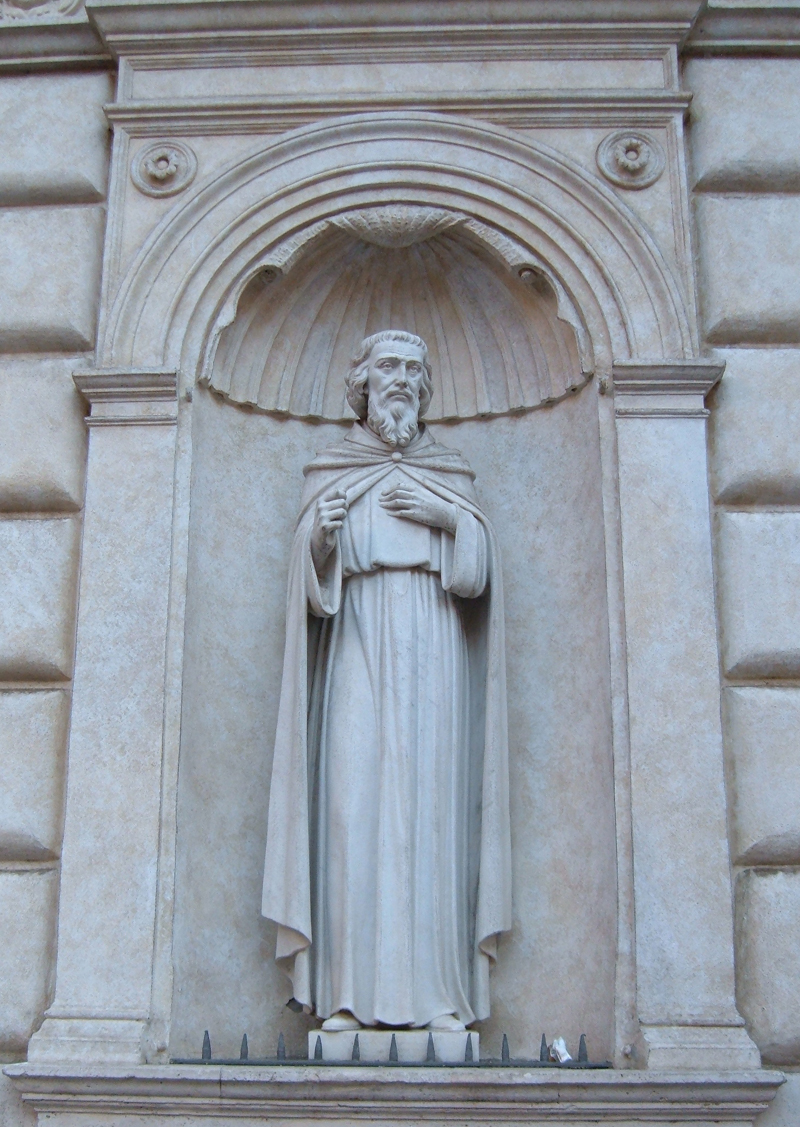
Statue de la façade
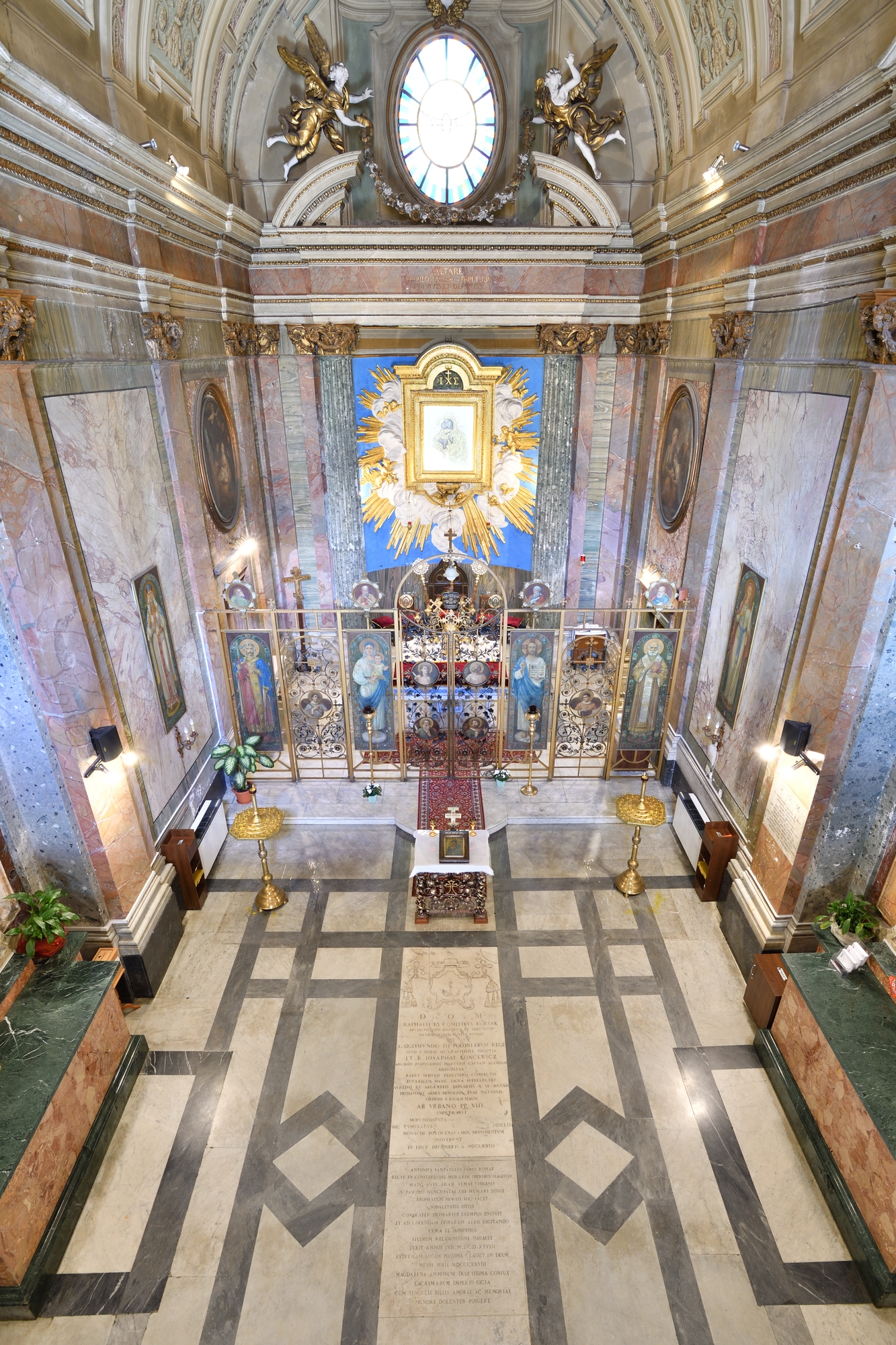
Le maître-autel
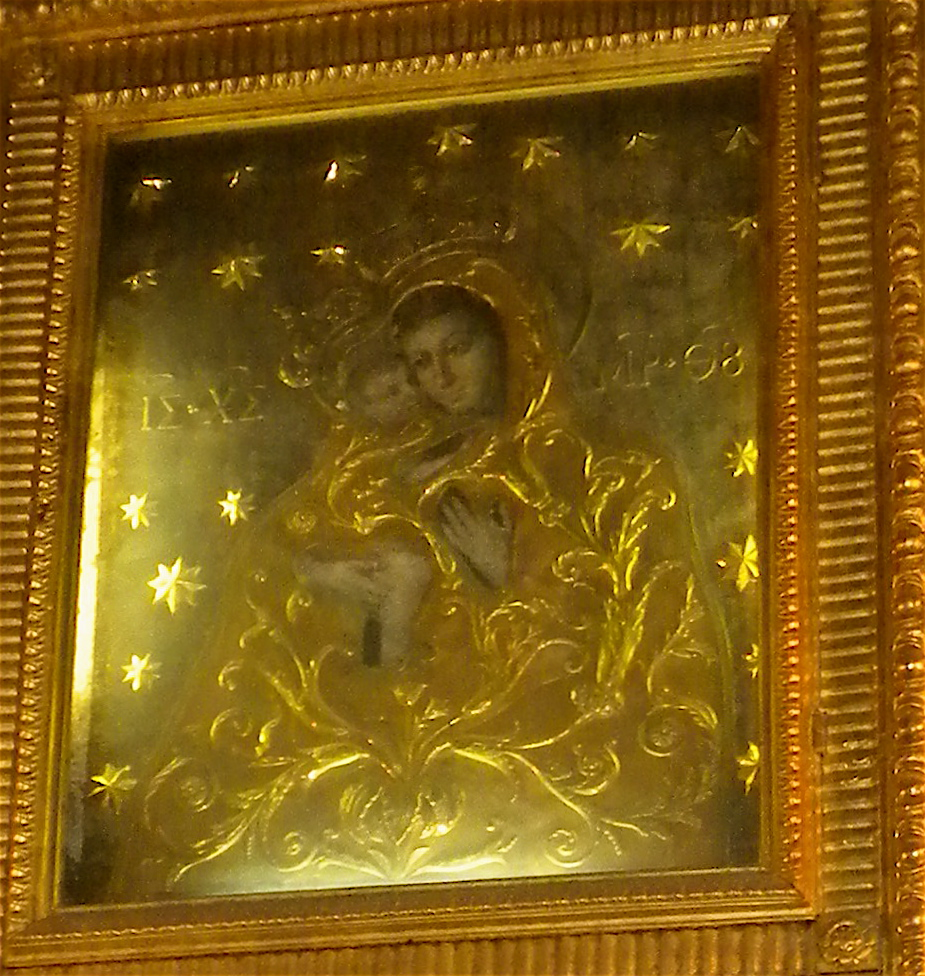
La Madonna del Pascolo